# ميت حلفا
ميت حلفا إحدى قرى مركز قليوب التابع لمحافظة القليوبية بجمهورية مصر العربية، ومن أعلامها الشيخ محمود حافظ برانق.

## التاريخ
قرية ميت حلفا من القرى القديمة، حيث وردت باسم «منية حلفا» من أعمال ضواحي القاهرة في كتاب «التحفة السنية في أسماء البلاد المصرية» لابن الجيعان الذي حصر القرى المصرية بعد الروك الناصري الذي أجراه السلطان المملوكي الناصر محمد بن قلاوون سنة 715هـ/1315م. وفي العصر العثماني وردت باسم «منية حلفا» في التربيع العثماني الذي أجراه الوالي العثماني سليمان باشا الخادم في عصر السلطان العثماني سليمان القانوني ضمن قرى ولاية القليوبية، وفي تاريخ 1228هـ/1813م الذي عدّ قرى مصر بعد المسح الذي قام به محمد علي باشا باسم «ميت حلفا» ضمن قرى مديرية القليوبية.

## السكان
بلغ عدد سكان ميت حلفا 23,746 نسمة، حسب الإحصاء الرسمي لعام 2006.

## أحداث هامة
كانت القرية مسرح حادث إشعاعي عام 2000، عندما عثرت إحدى أسر القرية على المصدر المشع، وأخفته في منزلهم ظنًا منهم أنه ذهب، مما تسبب في تعرض 80 حالة للإشعاع، ووفاة شخصين.